# Неклениха
Неклениха (устар. Уклениха) — овраг в России, находится на территории Пугачёвского и Ивантеевского районов Саратовской области.

## География и гидрология
По оврагу протекает река — левобережный приток Малого Иргиза, впадающий в него в 139 километрах от устья. Длина реки — 25 километров. Площадь водосборного бассейна — 147 км².

## Данные водного реестра
По данным государственного водного реестра России относится к Нижневолжскому бассейновому округу, водохозяйственный участок реки — Малый Иргиз от истока и до устья. Речной бассейн реки — Волга от верхнего Куйбышевского водохранилища до впадения в Каспий.
Код объекта в государственном водном реестре — 11010001412112100009423.